# Аверьяновка (Дагестан)
Аверьяновка (станица Аверьяновская) — село на юге Кизлярского района Дагестана. Административный центр Аверьяновского сельсовета, куда также входит село Ефимовка.

## Географическое положение
Село расположено у восточной окраины города Кизляр, между Староаверьяновским и Новоаверьяновским каналами.

## История
Село было основано в 1898 году на берегу реки Кардонки, на землях, принадлежавших генералу Аверьянову (откуда и название). Но из-за частых подтоплений села рекой его жителям пришлось перебраться на более высокое новое место, к берегу Старого Терека.
В 1990 году в селе прошёл первый учредительный съезд Кизлярского круга Нижнетерского казачьего округа.

## Население
| 1914 | 1926 | 1970  | 1989  | 2002  | 2010  | 2021  |
| ---- | ---- | ----- | ----- | ----- | ----- | ----- |
| 110  | ↗190 | ↗1334 | ↗2037 | ↗2710 | ↗3532 | ↗4032 |

В селе долгие годы преобладало русское население. С конца 1980-х годов национальный состав села начал быстро меняться, из-за оттока коренного русскоязычного населения из села и заселения его дагестанскими народами. В 2007 году в село были переселены часть аварцев, ранее проживавших в станице Бороздиновской.
Национальный состав
По данным Всесоюзной переписи населения 1926 года:
| № | Национальность | Численность, чел. | Доля   |
| - | -------------- | ----------------- | ------ |
| 1 | русские        | 185               | 97,3 % |
| 2 | молдаване      | 4                 | 2,1 %  |
| 3 | греки          | 1                 | 0,6 %  |

По данным Всероссийской переписи населения 2010 года:
| № | Национальность | Численность, чел. | Доля   |
| - | -------------- | ----------------- | ------ |
| 1 | даргинцы       | 1495              | 42,3 % |
| 2 | аварцы         | 912               | 25,8 % |
| 3 | русские        | 532               | 15,1 % |
| 4 | лакцы          | 251               | 7,1 %  |
| 5 | лезгины        | 114               | 3,2 %  |
| 6 | табасараны     | 100               | 2,8 %  |
| 7 | цахуры         | 49                | 1,4 %  |
| 8 | другие         | 79                | 2,3 %  |

По данным Всероссийской переписи 2010 года, в селе проживало 3532 человека (1665 мужчин и 1867 женщин).

## Промышленность
В селе действует колхоз «2-я пятилетка».